# Kodeks Bodley

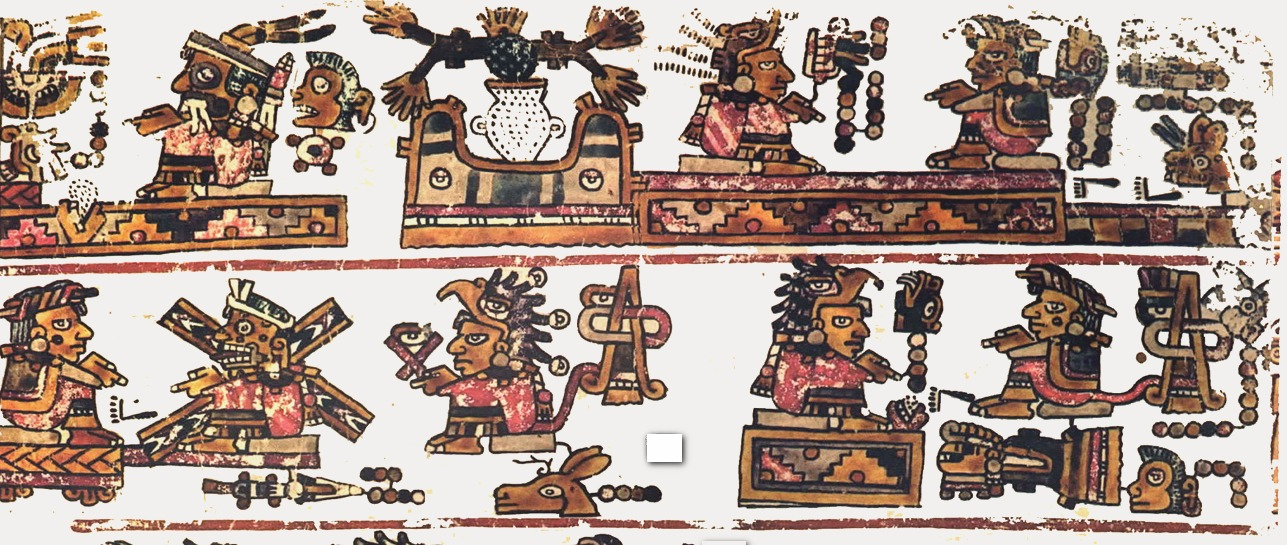
Fragment Kodeksu Bodley str.19

Kodeks Bodley – średniowieczny rękopis opisujący politykę, kalendarz, uroczystości małżeńskie oraz linie dynastyczne Misteków.

## Historia
Kodeks Bodley powstał zaraz po hiszpańskim podboju Meksyku w 1521 roku. Jego historia do XVII wieku jest praktycznie nieznana. W siedemnastym wieku kodeks trafił do Biblioteki Bodlejańskiej na Uniwersytecie Oksfordzkim. Jeden z brytyjskich archeologów wysunął przypuszczenie, iż pierwotnym właścicielem manuskryptu był biskup Heronymous Osorius z Faro w Portugalii. Po ataku i splądrowaniu wybrzeża przez angielskiego hrabiego Essex, Roberta Devereux, kodeks wpadł w ręce przywódcy, a następnie jego przyjaciela Thomasa Bodleya.
Dokładna data powstania kodeksu jest trudna do ustalenia, uważa się jednakże, że było to zaraz po wkroczeniu konkwistadorów do Nowej Hiszpanii. Na tę okoliczność mają wskazywać ostatnie strony kodeksu opisujące genealogię rodów królewskich i śluby osób, które jeszcze żyły w tamtych czasach. Na stronie dwudziestej opisany jest ślub Pana Cztery Jeleń jako ostatniego z dynastii Tilantongo, która istniała w czasie przybycia Hiszpanów. Strona 21 kończy relacje innej linii królewskiej na władcy Pana Osiem Trawa, zabitego w trakcie wojny z Aztekami w 1503–1504 roku.

## Opis

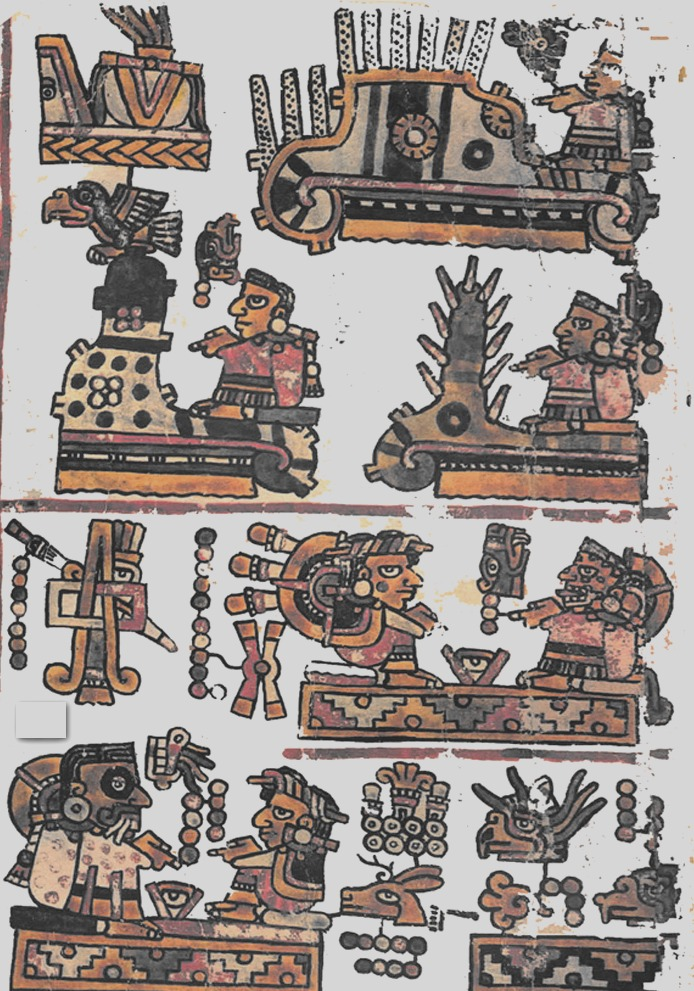
Strona 21 Kodeksu Bodley – ślub ostatniego króla Cztery Jeleń z dynastii Tilantongo

Kodeks Bodley jest malowanym dokumentem, stworzonym na kształt harmonii o wymiarach 22 stóp długości i 10 cali szerokości. Podzielony jest na dwie części. Każda z nich poświęcona jest opisowi genealogii jednego rodu królewskiego na przestrzeni od dziesiątego do wczesnego szesnastego wieku. Dzieje królów są ze sobą podzielone i kończą się odpowiednio na 20 i 21 stronie, już w czasach konkwisty.
Każda ze stron podzielona jest na odpowiednie zespoły – wewnętrzna na cztery, a zewnętrzna na pięć. Numeracja została wykonana już przez wicehrabiego Kingsborough.
Styl prezentowany w rękopisie jest charakterystyczny dla tego z początku XVI wieku. Mary Elizabeth Smith uważa, iż kodeks mógł być formą przemówienia do hiszpańskich najeźdźców jako dokument roszczeniowy do zagarniętych ziem.
Kodeks Bodley uważany jest za najbardziej kompletny dokument dotyczący genealogii królewskiej Misteków Alta z Oaxaca pomiędzy X a XVI wiekiem. Historia opisywanych dwóch linii królewskich z Tilantongo na wewnętrznych i Tlaxiacona na zewnętrznych stronach jest ze sobą powiązana poprzez konflikty, wojny i małżeństwa. Te ostatnie mają mieć tu najważniejsze znaczenie jako pakty przymierza pomiędzy Mistekami Teozacoalco i Zapotekami Zaachila oraz królestwem Nochixtla i królestwami Doliny Meksykańskiej (Suchixtlan, Chindua, Andua, Jaltepec, Etlatongo i Tlaxiaco).